# 柴晓明
柴晓明（1976年—），上海人。红色参考编辑。自称托洛茨基主义者。2014年任北京大学马克思主义学院讲师，2018年前往南京担任专职编辑，负责管理中国人民大学国际关系学院副院长金灿荣的微信公众号。2019年被执行指定居所监视居住，2020年8月，在南京以煽动颠覆国家政权罪秘密接受审判。

## 經歷
1998年上海理工大学毕业，曾留学英国普利茅斯大学获商务管理学硕士学位，后任北京大学马克思主义学院讲师，教授英语和国际贸易专业，拥有在中国、香港、欧洲等多个NGO工作的经历，主要关注中国的工人运动、社会冲突以及全球化。2014年起任教于北京大学马克思主义学院，曾接受美国The Real News Network采访，对2014年东莞裕元鞋厂罢工发表评论。
2018年辞职，迁往南京，在聆思文化传播有限公司担任编辑，负责管理中国人民大学国际关系学院副院长金灿荣的微信公众号，发表反美言论。2019年3月20日发布了最后一篇文章金灿荣此前在香港大学的讲座内容《金灿荣：现代化不是只有一条路，我们给发展中国家提供了另外的道路选择（视频|音频|香港大学0223讲座III ）》。3月21日柴晓明被南京市国安局以涉嫌「颠覆国家政权」为由执行指定居所监视居住，有关方面还在上海搜查了他的住所，拿走了他的一些个人物品。美国之音、香港苹果日报、台湾自由时报也在隔日跟进报道。同时受到整肃的还有清华大学法学院教授许章润。2020年8月，在南京以煽动颠覆国家政权罪秘密接受审判。